# Ivan Šarić (Schachspieler)
Ivan Šarić (* 17. August 1990 in Split) ist ein kroatischer Schachspieler.

## Leben
Šarić glänzte bereits als Jugendlicher mit seinem großen Talent: Neben mehrfachen Erstplatzierungen bei kroatischen Jugendmeisterschaften verschiedener Altersstufen in den Jahren 2006, 2007, 2008 und zuletzt 2009 wurde er bei der in Šibenik ausgetragenen Jugendeuropameisterschaft im Jahr 2007 Jugendeuropameister U18. Im darauffolgenden Jahr wurde Šarić in Vũng Tàu Jugendweltmeister in derselben Alterskategorie. Nach Großmeisterresultaten in Pula 2007 (geteilter zweiter Platz) und bei der Europameisterschaft in Plowdiw 2008 verlieh ihm die FIDE den Großmeistertitel.
Zu seinen weiteren Erfolgen zählen Turniersiege in Zagreb und Velika Gorica 2006 sowie in Rijeka 2008 und Stari Mikanovci und Pula 2009. Bei den kroatischen Einzelmeisterschaften 2008 gelangte er auf den geteilten ersten Rang mit Mladen Palac, dem er im nachfolgenden Stichkampf unterlag. Bei den Landesmeisterschaften 2009 wurde er erneut geteilter Erster und besiegte im anschließenden Stichkampf Alojzije Janković nach einer Auftaktniederlage mit 2,5:1,5. Im Januar 2014 gewann er die B-Gruppe beim Tata-Steel-Schachturnier mit 10 Punkten aus 13 Partien. Im August desselben Jahres gelang ihm ein vielbeachteter Sieg gegen den amtierenden Weltmeister Magnus Carlsen bei der Schacholympiade in Tromsø.
Im März 2018 wurde er in Batumi mit 8,5 Punkten aus 11 Partien Schacheuropameister. Bei der Schach-Europameisterschaft 2022 in der slowenischen Gemeinde Brežice wurde er Drittplatzierter mit einem halben Punkt Rückstand.
Šarić schaffte im Februar 2014 erstmals den Sprung in die Top 100 der FIDE-Weltrangliste. Nach einem 39. Rang im März 2019 konnte er im Juni 2024 seine Bestmarke mit dem 37. Platz der Weltrangliste übertreffen. Kurz nachdem er im Januar 2011 die Elo-Zahl von 2600 überschritten hatte, wurde er im März 2011 bester kroatischer Spieler und löste damit Hrvoje Stević ab.
| Die zur Anzeige dieser Grafik verwendete Erweiterung wurde dauerhaft deaktiviert. Wir arbeiten aktuell daran, diese und weitere betroffene Grafiken auf ein neues Format umzustellen. (Mehr dazu) |

## Nationalmannschaft
Mit der kroatischen Nationalmannschaft nahm Šarić an den Schacholympiaden 2010, 2012 und 2014 und den Mannschaftseuropameisterschaften 2009, 2011 und 2013 teil.

## Vereine

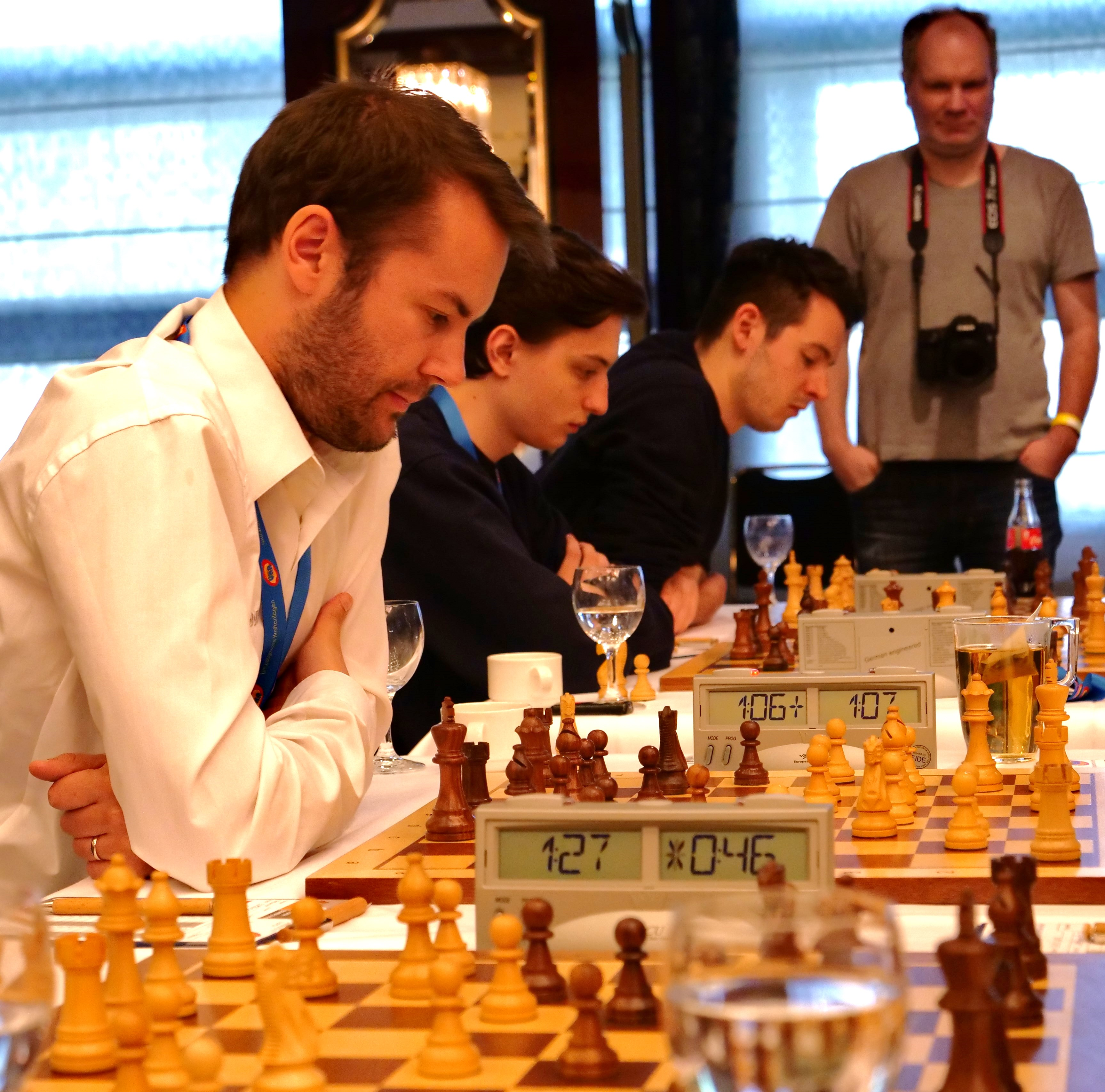
Für Hockenheim in der Bundesliga-Endrunde 2018 (Mitte: Dmitrij Kollars, hinten: Niclas Huschenbeth)

In der deutschen 1. Bundesliga spielt er seit 2011 für die SV 1930 Hockenheim, in der spanischen Mannschaftsmeisterschaft seit 2015 für Mérida Patrimonio de la Humanidad.
In der ungarischen Mannschaftsmeisterschaft spielt Šarić seit 2017 für Pénzügyőr Sport Egyesület, in der slowakischen Extraliga seit 2018 für den ŠK Modra. In der tschechischen Extraliga spielt er in der Saison 2019/20 für Moravská Slavia Brno. In Italien spielte er 2019 erstmals bei der Mannschaftsmeisterschaft mit und gewann mit dem Team 'Obiettivo Risarcimento' aus Padova die Meisterschaft.